# Nagroda Satelita dla najlepszej aktorki drugoplanowej
Laureaci Satelity w kategorii najlepsza aktorka drugoplanowa:

## Lata 90
| 1996: Courtney Love – Skandalista Larry Flynt jako Althea Leasure Flynt nominacje: - Joan Allen – Czarownice z Salem jako Elizabeth Proctor - Stockard Channing – Moll Flanders jako pani Allworthy - Miranda Richardson – Czułe słówka: ciąg dalszy jako Patsy Carpenter - Kate Winslet – Hamlet jako Ofelia 1997: Julianne Moore – Boogie Nights jako Amber Waves nominacje: - Minnie Driver – Buntownik z wyboru jako Skylar - Ashley Judd – Kolekcjoner jako dr Kate McTiernan - Debbi Morgan – Magia Batistów jako Mozelle Batiste Delacroix - Sigourney Weaver – Burza lodowa jako Janey Carver 1998: Kimberly Elise – Pokochać jako Denver nominacje: - Kathy Burke – Taniec ulotnych marzeń jako Margaret Mundy - Beverly D’Angelo – Więzień nienawiści jako Doris Vinyard - Thandie Newton – Pokochać jako Beloved - Lynn Redgrave – Bogowie i potwory jako Hanna 1999: Chloë Sevigny – Nie czas na łzy jako Lana Tisdel nominacje: - Erykah Badu – Wbrew regułom jako Rose Rose - Toni Collette – Szósty zmysł jako Lynn Sear - Jessica Lange – Tytus Andronikus jako Tamora - Sissy Spacek – Prosta historia jako Rose Straight - Charlize Theron – Wbrew regułom jako Candy Kendall | 1996: Debbie Reynolds – Matka jako Beatrice Henderson nominacje: - Lauren Bacall – Miłość ma dwie twarze jako Hannah Morgan - Goldie Hawn – Wszyscy mówią: kocham cię jako Steffi Dandridge - Sarah Jessica Parker – Zmowa pierwszych żon jako Shelly Stewart - Renée Zellweger – Jerry Maguire jako Dorothy Boyd 1997: Joan Cusack – Przodem do tyłu jako Emily Montgomery nominacje: - Cameron Diaz – Mój chłopak się żeni jako Kimberly Wallace - Linda Fiorentino – Faceci w czerni jako Laurel - Anne Heche – Fakty i akty jako Simon Bishop - Shirley Knight – Lepiej być nie może jako Beverly Connelly 1998: Joan Allen – Miasteczko Pleasantville jako Betty Parker nominacje: - Kathy Bates – Barwy kampanii jako Libby Holden - Brenda Blethyn – O mały głos jako Mari Hoff - Julianne Moore – Big Lebowski jako Maude Lebowski - Joan Plowright – Miłosna samba jako Bea Johnson 1999: Catherine Keener – Być jak John Malkovich jako Maxine Lund nominacje: - Cate Blanchett – Idealny mąż jako Gertrude Chiltern - Cameron Diaz – Być jak John Malkovich jako Lotte Schwartz - Antonia San Juan – Wszystko o mojej matce jako Agrado - Samantha Morton – Słodki drań jako Hattie - Tori Spelling – Trik jako Katherine |

## 2000–2009
| 2000: Jennifer Ehle; Rosemary Harris – Kropla słońca jako Valerie Sonnenschein; Valerie Sors nominacje: - Judi Dench – Czekolada jako Armande Voizin - Catherine Deneuve – Tańcząc w ciemnościach jako Kathy - Samantha Morton – Syn Jezusa jako Michelle - Julie Walters – Billy Elliot jako pani Wilkinson - Kate Winslet – Zatrute pióro jako Madeleine LeClerc 2001: Jennifer Connelly – Piękny umysł jako Alicia Nash nominacje: - Fionnula Flanagan – Inni jako Bertha Mills - Brittany Murphy – Nikomu ani słowa jako Elisabeth Burrows - Julia Stiles – Znajomek jako Paula Murphy - Marisa Tomei – Za drzwiami sypialni jako Natalie Strout - Kate Winslet – Iris jako Iris Murdoch 2002: Edie Falco – Miasto słońca jako Marly Temple nominacje: - Kathy Bates – Schmidt jako Roberta Hertzel - Julianne Moore – Godziny jako Laura Brown - Miranda Richardson – Pająk jako Yvonne/Pani Cleg - Do Thi Hai Yen – Spokojny Amerykanin jako Phuong - Renée Zellweger – Biały oleander jako Claire Richards 2003: Maria Bello – Cooler jako Natalie Belisario nominacje: - Annette Bening – Bezprawie jako Sue Barlow - Emma Bolger – Nasza Ameryka jako Christy - Patricia Clarkson – Dróżnik jako Olivia Harris - Marcia Gay Harden – Rzeka tajemnic jako Celeste Boyle - Holly Hunter – Trzynastka jako Melanie Freeland 2004: Gena Rowlands – Pamiętnik jako Allie Calhoun nominacje: - Cate Blanchett – Aviator jako Katharine Hepburn - Daryl Hannah – Kill Bill Vol. 2 jako Elle Driver - Laura Linney – Kinsey jako Clara McMillen - Natalie Portman – Bliżej jako Alice - Kyra Sedgwick – Zły dotyk jako Vicki 2005: Laura Linney – Walka żywiołów jako Joan Berkman nominacje: - Amy Adams – Świetlik jako Ashley Johnsten - Maria Bello – Historia przemocy jako Edie Stall - Gong Li – Wyznania gejszy jako Hatsumomo - Shirley MacLaine – Siostry jako Ella Hirsch - Frances McDormand – Daleka północ jako Glory | 2000: Kate Hudson – U progu sławy jako Penny Lane nominacje: - Holly Hunter – Bracie, gdzie jesteś? jako Penny Wharvey McGill - Frances McDormand – U progu sławy jako Elaine Miller - Catherine O’Hara – Medal dla miss jako Cookie Fleck - Rebecca Pidgeon – Hollywood atakuje jako Ann Black - Marisa Tomei – Czego pragną kobiety jako Lola 2001: Maggie Smith – Gosford Park jako Constance Trentham nominacje: - Anjelica Huston – Genialny klan jako Etheline Tenenbaum - Helen Mirren – Gosford Park jako pani Croft - Gwyneth Paltrow – Genialny klan jako Margot Tenenbaum - Miriam Shor – Cal do szczęścia jako Chas Tenenbaum - Emily Watson – Gosford Park jako Elsie 2002: Tovah Feldshuh – Całując Jessicę Stein jako Judy Stein nominacje: - Toni Collette – Był sobie chłopiec jako Fiona - Lainie Kazan – Moje wielkie greckie wesele jako Maria Portokalos - Emily Mortimer – Pięknie i jeszcze piękniej jako Elizabeth Marks - Bebe Neuwirth – Debiutant jako Diane Lodder - Meryl Streep – Adaptacja jako Susan Orlean 2003: Patricia Clarkson – Wizyta u April jako Joy Burns nominacje: - Scarlett Johansson – Między słowami jako Charlotte - Shaheen Khan – Podkręć jak Beckham jako pani Bhamra - Catherine O’Hara – Koncert dla Irwinga jako Mickey Crabbe - Emma Thompson – To właśnie miłość jako Karen - Julie Walters – Dziewczyny z kalendarza jako Annie Clarke 2004: Regina King – Ray jako Margie Hendricks nominacje: - Lynn Collins – Kupiec wenecki jako Portia - Minnie Driver – Upiór w operze jako Carlotta - Cloris Leachman – Ostre słówka jako Evelyn Wright - Virginia Madsen – Bezdroża jako Maya - Sharon Warren – Ray jako Aretha Robinson 2005: Rosario Dawson – Rent jako Mimi Marquez nominacje: - America Ferrera – Stowarzyszenie wędrujących dżinsów jako Carmen Lowell - Diane Keaton – Rodzinny dom wariatów jako Sybil Stone - Rachel McAdams – Rodzinny dom wariatów jako Amy Stone - Michelle Monaghan – Kiss Kiss Bang Bang jako Harmony Faith Lane - Qiu Yuen – Kung fu szał jako Landlady |

## Najlepsza aktorka drugoplanowa
2006: Jennifer Hudson – Dreamgirls jako Effie White

nominacje:
- Cate Blanchett – Notatki o skandalu jako Sheba Hart
- Abigail Breslin – Mała miss jako Olive Hoover
- Blythe Danner – Przyjaciele jako Anna
- Rinko Kikuchi – Babel jako Chieko Wataya
- Lily Tomlin – Ostatnia audycja jako Rhonda Johnson

2007: Amy Ryan – Gdzie jesteś, Amando? jako Helene McCready

nominacje:
- Ruby Dee – Amerykański gangster jako mama Lucas
- Taraji P. Henson – Mów do mnie jako Vernell Watson
- Saoirse Ronan – Pokuta jako Briony Tallis (lat 13)
- Emmanuelle Seigner – Niczego nie żałuję – Edith Piaf jako Titine
- Tilda Swinton – Michael Clayton jako Karen Crowder

2008: Rosemarie DeWitt – Rachel wychodzi za mąż jako Rachel

nominacje:
- Penélope Cruz – Elegia jako Consuela Castillo
- Anjelica Huston – Udław się jako Ida J. Mancini
- Beyoncé Knowles – Cadillac Records jako Etta James
- Sophie Okonedo – Sekretne życie pszczół jako May Boatwright
- Emma Thompson – Powrót do Brideshead jako pani Marchmain

2009: Mo’Nique – Hej, skarbie jako Mary

nominacje:
- Emily Blunt – I wszystko lśni jako Norah Lorkowski
- Penélope Cruz – Dziewięć jako Carla
- Anna Kendrick – W chmurach jako Natalie Keener
- Mozhan Marnò – Ukamienowanie Sorayi M. jako Soraya M.

## 2010–2019
2010: Jacki Weaver – Królestwo zwierząt jako Janine Cody

nominacje:
- Amy Adams – Fighter jako Charlene Fleming
- Marion Cotillard – Incepcja jako Mal
- Anne-Marie Duff – John Lennon. Chłopak znikąd jako Julia
- Rosamund Pike – Świat według Barneya jako Miriam
- Vanessa Redgrave – Listy do Julii jako Claire
- Kristin Scott Thomas – John Lennon. Chłopak znikąd jako Mimi
- Dianne Wiest – Między światami jako Nat